# Strathbogie Shire
Koordinaten: 36° 45′ S, 145° 34′ O

Strathbogie Shire ist ein lokales Verwaltungsgebiet (LGA) im australischen Bundesstaat Victoria. Das Gebiet ist 3303,3 km² groß und hat etwa 10300 Einwohner.
Strathbogie liegt zentral in Victoria etwa 120 km nördlich der Hauptstadt Melbourne. Das Gebiet schließt folgende Ortschaften ein: Graytown, Goulburn Weir, Bailieston, Longwood, Nagambie, Miepoll, Mtchellstown, Murchison, Locksley, Violet Town, Euroa, Avenel, Ruffy und die Stadt Strathbogie. Der Sitz des City Councils befindet sich in der an die 2900 Einwohner zählenden Stadt Euroa im Osten der LGA.
Das Shire nennt sich „Horse Capital of Victoria“ (Pferdehauptstadt von Victoria) wegen der sehr erfolgreichen Zucht von Rennpferden auf verschiedenen Gestüten des Gebiets. Des Weiteren prägen die Schafzucht, die Landwirtschaft und insbesondere der Weinanbau entlang des Goulburn River und der hügeligen Region der Strathbogie Ranges. Viele Bewohner Melbournes zieht es in das am Hume Highway zwischen Victorias Hauptstadt und Sydney gelegene Gebiet als stadtnaher Zweitwohnsitz.
Die Nagambie Lakes im Westen Strathbogies, durch das Goulburn Weir entstandene Stauseen am Goulburn River, sind nicht nur eine beliebte Wassersportattraktion für Touristen, sondern auch ein Zentrum des Rudersports in Australien.

## Verwaltung
Der Strathbogie Shire Council hat sieben Mitglieder, die von den Bewohnern der sechs Wards gewählt werden. Von diesen sechs Bezirken stellen Goulburn, Honeysuckle Creek, Hughes Creek, Lake Nagambie und Mount Wombat je einen, Seven Creeks zwei Councillor. Aus dem Kreis der Councillor rekrutiert sich auch der Mayor (Bürgermeister) des Councils.